# Calligraphie tibétaine

Un mantra bouddhiste en écriture tibétaine

La calligraphie tibétaine est une calligraphie qui s'est épanouie à l'époque où les lettrés indiens et tibétains  effectuèrent la traduction de textes de la littérature sanskrite bouddhique, alors que se rencontrent, au Tibet, des voyageurs et des lettrés du Gandhara, de l'Inde et de Chine.
Dans la tradition de l’écriture tibétaine et sanskrite, la plume est en bambou. La fabrication de la plume requiert une certaine expérience. La qualité de la calligraphie dépend de celle de la plume.
La coupe est différente selon que l’on écrit du sanskrit ou du tibétain, des majuscules ou des minuscules.